# The Austonian
The Austonian是一座位於美國德克薩斯州首府奧斯汀的一座摩天大樓，於2010年完工。大樓高度208公尺、56層樓，是奧斯汀第二高的建築物。

## 外部連結
- 官方网站
- Official blog
- Austonian AustinTowers.net Profile （页面存档备份，存于）